# 安達久美
安達久美（あだち くみ、1977年11月11日 - ）は、日本のギタリスト・作曲家。大阪府貝塚市出身、京都府京都市左京区在住。

## 来歴
1988年、11歳。兄の影響でギターを始める。1990年、13歳当時にライブハウスで活動を始め、ジミ・ヘンドリクスやレッド・ツェッペリンなどの楽曲を披露。
1996年、19歳時に音楽留学のため渡米、ロサンゼルスに本部を持つ音楽学校「ミュージシャンズ・インスティチュート」にて1年間学ぶ。
2002年、活動拠点を大阪から京都に移す。
2005年、元T-SQUAREのドラマー・則竹裕之との双頭ユニット「安達久美クラブパンゲア」を結成。他メンバーは清水興（ベース）、河野啓三（キーボード）。2007年にアルバム『リトル・ウィング』をリリース。
2012年1月、ギタリストの梶原順とギターユニット「J&K」を結成。同年3月、エジプトで開催された「カイロジャズフェスティバル」に出演、トリを務める。

## 人物
日本では男性に較べると相対的に少ない、エレクトリック・ギター演奏でのソロ活動をメインとする女性ギタリストである。その演奏・技術力は高く評価されており、女ジェフ・ベックと称されることもある。アメリカの楽器メーカー、ポール・リード・スミスなどから専用モデルを提供されている。同社から機材提供を受けている女性ギタリストは、安達を含めて2名であるという。趣味は、マラソンであり、毎日10キロメートル程度走っている。
2007年3月のメジャー・デビューを機に、潰瘍性大腸炎という難病を患っていることを公表している。腹痛や下痢などの症状を抑えるため、絶食してライブに臨む。闘病しながらプロとして邁進する姿勢が医療系の雑誌に取り上げられる。副業として、ギター教室も主宰。

## エピソード

### 幼少期からギターとの出会いまで
生まれ育った大阪泉州はだんじり祭で有名な地域であるが、その稽古場の隣に安達の実家があったため、毎年祭の前になると、太鼓や笛の音を聞きながらすごしていた。
5歳上の兄とは、いつも一緒に外で遊ぶほど、仲が良く、憧れの念も抱いていた。幼少の頃から他の女の子が興味を示すものにはあまり関心がなく、むしろF1レースなどのモータースポーツが好きだった。あるとき親から人形を買ってもらったが、遊び方がわからず、うっかり人形の目を外してしまったというエピソードもある。外で遊ばないときは、テレビゲームに熱中したこともあったが、意地をはってしまう性格が災いして、体調を崩すほどやりこんでしまったこともあった。
安達が11歳のとき、兄が自分の手の指を大けがするということがあった。その後、兄の友人が「リハビリになれば」と、エレクトリック・ギターをプレゼントした。奇しくも世間は、所謂第二次バンドブームの渦中であった。ギターに興味をもった安達は、兄のいないときにこっそりそれを拝借して練習を重ねた。弾き方は兄の見よう見まねで習得。教則本を使って練習していた兄とは対照的に、完全に自己流で練習に打ち込んだ。有名な楽曲も「耳コピ」で覚えてマスターした。

### ギターに懸けた青春とアメリカ留学
ロックやブルースに興味を持った安達は、レッド・ツェッペリンの『天国への階段』のイントロに挑戦しようと思い立つ。難易度の高い楽曲であったが、学校から帰ったらすぐさま練習を始め、ときには朝の5時までギターを弾き続けることもあったという。このような悪戦苦闘を1年間続けてマスターした。後年、「『天国への階段』にはギターを弾くのに必要な技術がほとんど含まれていた」と振りかえっている。
自身にはギターの才能（センス）があると確信をもち、ますますギターに魅了された。13歳（中2）のときには、兄のバンドに加わって、ライブハウスのステージに初めて立った。既にプロの道を目指すことに決めていた安達は、アメリカのギタリスト、スコット・ヘンダーソンの元でギターを学びたいと思うようになった。
ヘンダーソンがロサンゼルスの音楽学校「ミュージシャンズ・インスティチュート」で教鞭をとっていると情報を得た安達は早速英語で電話をかけ問い合わせ、パンフレットをとりよせた。中学卒業と同時に音楽学校へ入学したいと熱望していたが、入学条件が高卒以上であることを知り、日本に留まって進学することにする。「自宅に最も近い」という理由だけで高校を選び、入学。高校時代は、1日に6、7時間はギターの練習に励み、ときには英会話を上達させるために外国人が多く集まるバーに足を運ぶこともあった。
高校卒業後、19歳で念願だったミュージシャンズ・インスティチュートに1年間留学するため渡米。それなりのキャリアがあると自負して勇んで入学したものの、同級生らの演奏レベルの高さに衝撃を受け、鼻っ柱を折られた。しかし当初こそ落ち込んだものの、その逆境に刺激を受け、貪欲に打ち込む糧にした。学校は24時間開放されており、ほとんどの時間を練習に費やしていた。長年憧れていたヘンダーソンは厳しい指導者であったので生徒の中には少し及び腰の者もいたが、安達は自分からヘンダーソンに会いに行き、二人でブルースのセッションをしたこともあった。
英語を用いた会話に関しては、最初の半年間は聞き取るだけでも精一杯であったが、音楽学校の仲間とは、音楽を通じてすぐに打ち解けあうことができたと振りかえっている。

### 帰国後の活動とCDデビュー
帰国後は、歌手「花*花」のサポートギタリストをするなど、スタジオ・ミュージシャンとして広く活動した。またその傍らで、音楽学校時代の友人と共に器楽曲スリーピースバンドである「SLICK」を結成、ライブ活動を展開。2002年には活動拠点を大阪から京都に移した。ドラマーでT-SQUAREの元メンバーである則竹裕之のライブに出演した際、則竹から「（今後も）一緒にやらない？」と声をかけられ、2005年5月、則竹との双頭ユニット「クラブパンゲア」（現・安達久美クラブパンゲア）を結成した。
2007年3月21日、自作曲を9曲収録した1stアルバム『リトル・ウィング』でCDデビュー。
2008年3月19日、2ndアルバム『ウィナーズ!』、2009年8月19日、3rdアルバム『L.G.B.』をリリース。

## 評価

### 作風
楽譜の読み書きに苦手意識を持っており、視覚・聴覚・触覚などから得られた実体験を元にイメージを膨らませ、新しいメロディーをつくるという、一風変わった方法を用いている。ときには味覚ですらもインスピレーションを高める助けとなる。
例えば、ジャズやフュージョンでは通常みられない変拍子を自分の曲にとりいれているのは、幼少のころに聞いた、だんじり祭の太鼓や笛の音のイメージがあるからだという。これに関して、音楽プロデューサーの須田晃夫は、以下のように評している。
この業界では発想できない不可解な調子だが、聞いているうちに耳についたリズムがはまってくる。
元々絵を描くのが得意であり、絵を描く作業と作曲を重ね合わせることもある。このことを同グループの仲間である清水興が「この子は筆がギターに変わっただけ」と表現している。近年はパソコンで作曲を行うことが多いが、譜面に細かいところまで記すのはやはり苦手であると言っている。
2010年10月9日に福岡で行われたライブを聞いた作曲家の林田恭孝は、安達の作風について以下のように評価している。
目新しさはないが、安達が生まれる前のロックフレーズと複雑なリズムの組み合わせが面白い。刺激的だった初期フュージョンを想起させる。

## 作品

### アルバム
- リトル・ウィング（2007年3月21日、ビデオアーツ・ミュージック、VACM-1302）
- ウィナーズ!（2008年3月19日、ビデオアーツ・ミュージック、VACM-1352）
- L.G.B.（2009年8月19日、ビデオアーツ・ミュージック、VAZS-0003/4）